# نیژنی کاچماش
نیژنی کاچماش (انگلیسی: Nizhny Kachmash) یک شهرک در شهرستان کالتاسینسکی استان باشقیرستان کشور روسیه است.